# 리키메르

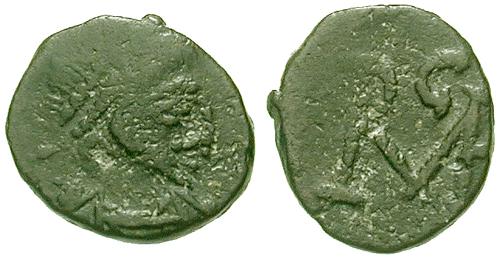

리키메르(Ricimer, 본명: Flavius Ricimer, 418년 경 ~ 472년 8월 18/19일)는 게르만족 장군이다. 461년부터 그가 사망한 472년까지 서로마 제국의 실권자였다. 그는 아비투스, 마요리아누스, 리비우스 세베루스, 안테미우스, 올리브리우스까지 여러 명의 황제를 허수아비로 내세워 제국을 사실상 통치하였고, 그의 부하였던 오도아케르에 의해 476년 서로마 제국은 멸망하고 만다.
정확한 출생 시기는 미상이다.